# Antoon Marstboom
Antoon Marstboom (Antwerpen, 26 september 1905 - Antwerpen, 17 mei 1960) was een Belgisch kunstschilder, beeldhouwer, ontwerper, leraar-professor en humanist. Hij werd geboren in het hartje van stad Antwerpen als Franciscus Antonius Theresia Marstboom.

## Biografie
Studeerde vanaf 1919 aan de Koninklijke Academie voor Schone Kunsten van Antwerpen, met het voornemen beeldhouwer te worden. Schreef zich in 1925 aanvullend in bij de Gemeentelijke Academie van Berchem bij de schildersklas; behaalde er, bij het einde van dat schooljaar, de prijs van uitmuntendheid met het stilleven 'Rabauwappels' en verliet aldus de instelling. 
1928, aanvang van de studieperiode aan het toenmalige Nationaal Hoger Instituut voor Schone Kunsten te Antwerpen eerst bij professor Albert Ciamberlani voor monumentale kunsten en nadien bij professor Isidore Opsomer voor schilderkunst. Beëindigde zijn studies in 1935 en vestigde zijn persoonlijk atelier in de Beggaardenstraat te Antwerpen. Daar tekende, schilderde en bestudeerde hij verder de klassieke schilderkunstige thema's zoals het naakt in de natuur, het landschap, het stilleven, het stadsgezicht, de Antwerpse voorstad.
Verbleef tussen 1942 en 1947 vaak te Kasterlee in de Kempen om aan de beklemmende sfeer van de bezette stad te ontsnappen. Tijdens die periode aangesteld tot professor aan de Koninklijke Academie voor Schone Kunsten van Antwerpen; gaf er eveneens les in het hoogste leerjaar schilderen naar levend model. Ontwierp, buiten zijn taak als professor, ook optochten, muurschilderingen en decor en kostuums voor het Nationaal Toneel te Antwerpen. Onder invloed van die periode evolueerde zijn beelding, in een zeer eigen stijl, naar actrices, planten, dromerijen, model in het atelier, Alter Ego. 
Omstreeks 1952-54 ontstonden er tal van werken, gebaseerd op zijn studies omtrent de 'gulden snede', geïnspireerd op de Antwerpse haven; zijn schilderkunstige inzichten evolueerden naar een verder doorgevoerde abstractie, mits gebruik van de techniek van de 'wasschildering', naast het klassieke medium 'olieverf op doek'. 
Overleed in volle artistieke ontwikkeling aan een kortstondige ziekte op 17 mei 1960 te Antwerpen.

## Tentoonstellingen
Tussen 1936 en mei 1960 toont hij zijn werk in zowat 86 tentoonstellingen, zowel in groep als individueel en dit in binnen- en buitenland.